# Драч (округ)

Сербия после Балканских войн
Сербия в 1911 году
Присоединения в 1913 году
Территории, занятые в ходе Первой Балканской войны
Зелёным штрихом обозначена граница спорной части Македонии по сербо-болгарскому договору 1912

Округ Драч (серб. Драчки округ/Drački okrug) — административный округ Королевства Сербия, основанный 29 ноября 1912 года. Он был создан на территории Османской империи, которая была оккупирована сербской армией в ходе Первой Балканской войны. Округ был разделён на четыре части, а именно: собственно Драч (Дуррес), Лешко, Эльбасан и Тирана. Также администрация была создана в Ороши, центре католиков-мирдитов, и в районе Дукаджини.   
Благодаря присоединению округа Драч к Сербии была решена самая важная цель Сербии в Балканских войнах — выход морю. Однако сербам не удалось на долго удержаться на этой территории и уже в апреле 1913 года они покинули Адриатическое побережье под натиском флота великих держав.  

## История
В ходе Первой Балканской войны 1912—1913 годов сербские войска заняли Косово, Санджак, северную и центральную части Македонии и значительную часть Албании с Дурресом. 
3-й сербской армии под командованием генерала Божидара Янковича практически без сопротивления захватила город Дуррес 29 ноября 1912 года. Сербам удалось избежать больших потерь благодаря тому, что они продвигались к городу через округ Мирдита населенный христианами, поддерживавших сербов.
Особенно тепло встретил новую власть православный митрополит Дурресский Иаков. Он установил дружеские отношения с сербскими властями и успешно вмешался в их дела. Благодаря этому некоторые албанские партизаны избежали казни.
Королевство Сербия учредило районные отделения и назначило губернатора округа, мэра города и командующего военным гарнизоном. Первый военный губернатор города Дуррес, капитан Бранислав Милосавлевич (командир авангарда Шумадийского отряда), назначил первый городской совет, в который вошли Петар Джураскович (председатель), Христо Спиро, Мехмед Эфенди и другие. Первым губернатором округа Драч был сербский дипломат Иван Иванич. Его жена Дельфа, одна из основателей Круга сербских сестер, возглавляла городскую больницу. Первым мэром Дурреса был Петар Дурашкович, представитель местной влиятельной семьи, а членами городского совета были Христос Спиро, имам Хусейн Эфенди и Филип Серич. Через некоторое время переводчик Драгутин Анастасиевич был назначен губернатором округа Драч вместо Ивана Иванича.
Со временем сербское правительство в Албании стало сталкиваться с большими трудностями.  Действия австро-венгерских агентов и верных турецкому султану беев привели к партизанской борьбе. В течение нескольких дней был уничтожен ряд небольших сербских гарнизонов, что вызвало репрессии со стороны сербских властей.
Сербская армия покинула территории округа Драч в апреле 1913 года. Перед отступлением сербской армии комитет женщин из Дурреса отправил телеграммы русской императрице и королеве Англии, умоляя оставить этот город в составе Королевства Сербия. Комитет написал от имени 524 женщин Дурреса.